# 1966 في الجزائر
فيما يلي قوائم الأحداث التي وقعت خلال عام 1966 في الجزائر.

## أفلام
من الأفلام التي صدرت هذه السنة في الجزائر:
- 1 يناير – ريح الأوراس من إخراج محمد الأخضر حمينة.

## مواليد

### يناير
- 1 يناير – مبارك بومعرافي عسكري جزائري.

### أبريل
- 27 أبريل – لخضر بومدين

### يوليو
- 11 يوليو – الشاب مامي مغني جزائري.[1]
- 23 يوليو – الشاب بلال مغني جزائري.[2]

### سبتمبر
- 26 سبتمبر – نبيل صحراوي

### أكتوبر
- 7 أكتوبر – الطاهر شريف الوزاني لاعب كرة قدم جزائري.[3]

## وفيات

### يناير
- 6 يناير – آنا غريكا (مواليد 1931) شاعرة جزائرية.